# Židovský hřbitov v Kosově Hoře
Židovský hřbitov v Kosově Hoře se nachází v jižní části obce Kosova Hora v okrese Příbram, nedaleko silnice I/18 do Sedlčan. Je chráněn jako kulturní památka České republiky.

## Popis a historie
Hřbitov je situován ve svahu blízko Kramšovenského potoka, asi 300 metrů vzdušnou čarou od návsi. Založen měl být údajně již v roce 1580 a posléze byl několikrát rozšiřován, naposledy v roce 1907. Čítá zhruba 500 náhrobků, které se rozkládají na ploše 3468 m2. Jedná se o cenný hřbitov s náhrobky barokními, klasicistními i moderními a pohřbívalo se zde do druhé světové války. Lze zde najít ale i pár hrobů poválečných. Nejstarší čitelné náhrobky pochází z 2. poloviny 18. století a je možné zde nalézt i hrob typu tumba. Součástí hřbitova je zachovalá klasicistní márnice a rozbořený domek hrobníka.

## Dostupnost
Hřbitov ohraničuje kamenná zeď, je však volně přístupný.